# Navigație maritimă
Navigația maritimă este știința și arta conducerii în siguranță a unei nave pe drumurile maritime și/sau fluviale navigabile cele mai favorabile, folosind instrumente, aparate și hărți speciale.
În navigație trebuie să se rezolve în permanență două probleme principale:
- determinarea poziției navei
- stabilirea drumului de navigație între două puncte date.

## Navigație comercială

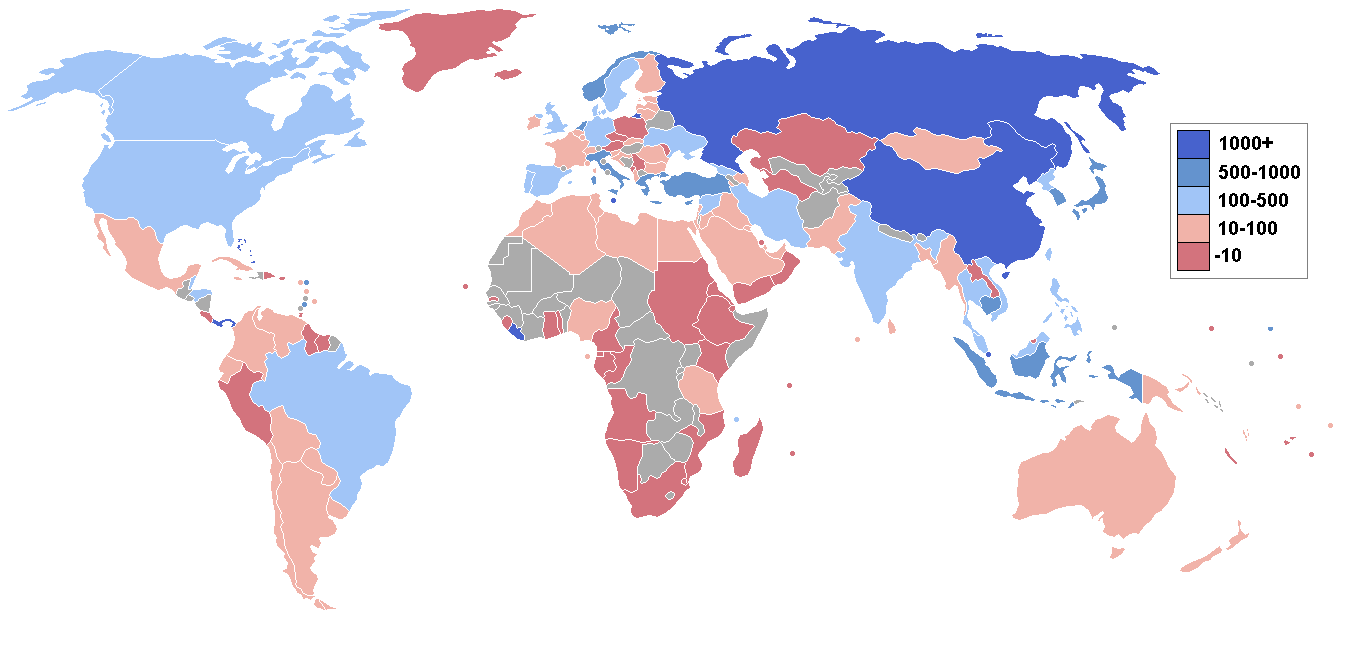
Nave comerciale din 2005 (cu un tonaj de 1000 și mai mult) pe țară.

Flota de transport maritim a unei națiuni este formată din nave operate de echipaje civile pentru a transporta pasageri sau mărfuri de la un loc la altul. Profesioniștii sunt marinar comercianți, sau pur și simplu marinarii. Termenul „marinar” se poate referi la un membru al marinei unei țări.
Conform CIA World Factbook, în 2005, numărul total de nave comerciale cu un tonaj brut înregistrat de 1.000 sau mai mult a fost de 30.936. În 2010, acesta a reprezentat 38.988 (= + 26 %).

## Forme de navigație
Se disting următoarele forme de navigație: 
- "navigația costieră" (engleză: Coast piloting), care se execută în vederea coastei, iar punctul navei se determină grafic prin trasarea pe hărți a cel puțin două relevmente luate la reperele de navigație a două unghiuri orizontale măsurate cu sextantul la trei repere de la uscat sau a unui relevment și unui unghi orizontal; o formă derivată de navigație costieră este „pilotajul" — caracterizat prin deplasarea navelor pe pase special amenajate cu mijloace plutitoare și aliniamente;
- "navigația estimată" (Middle-latitude sailing), în care punctul navei se determină pe baza estimei de drum și distanțelor parcurse în fiecare drum sau cu ajutorul tablei de punct care conține diferențele de latitudine și longitudine, precum și deplasările est-vest;
- "navigația astronomică" (Celestial navigation - cerească navigație), în care punctul navei se determină la intersecția a 2—3 drepte de înălțime, ale căror elemente de trasare pe hărți se calculează pe baza observațiilor privitoare la aștri;
- "navigația radioelectrică" (Radio navigation), care permite determinarea punctului navei la intersecția a 2—3 linii de poziție calculate de o aparatură specială de la bord, pe baza unor semnale sau impulsuri radio emise de stații radio speciale.
- "navigația GPS" (Global Positioning System navigation), care folosește sistemul de poziționare și orientare prin sateliți de navigație.

O formă deosebită a navigației oceanice este "navigația ortodromică" (deplasarea pe arc de cerc mare), iar combinarea acestuia din urmă cu "navigația loxodromică" (deplasarea pe o curbă care taie toate meridianele sub același unghi) a dat naștere la "navigația mixtă".
Din punctul de vedere al locului unde se navighează, se deosebesc: 
- "navigația maritimă" (pe mări și oceane);
- "navigația interioară" (pe ape interioare ca râuri, canale și fluvii)